# Salon Kitty
Salon Kitty – ekskluzywny dom publiczny w Berlinie, prowadzony przez byłą prostytutkę Katharinę Zammit ps. „Kitty Schmidt”, wykorzystywany w latach 1940–1944 przez SD (niem. Sicherheitsdienst des Reichsführers SS) do celów szpiegowskich.

## Początki

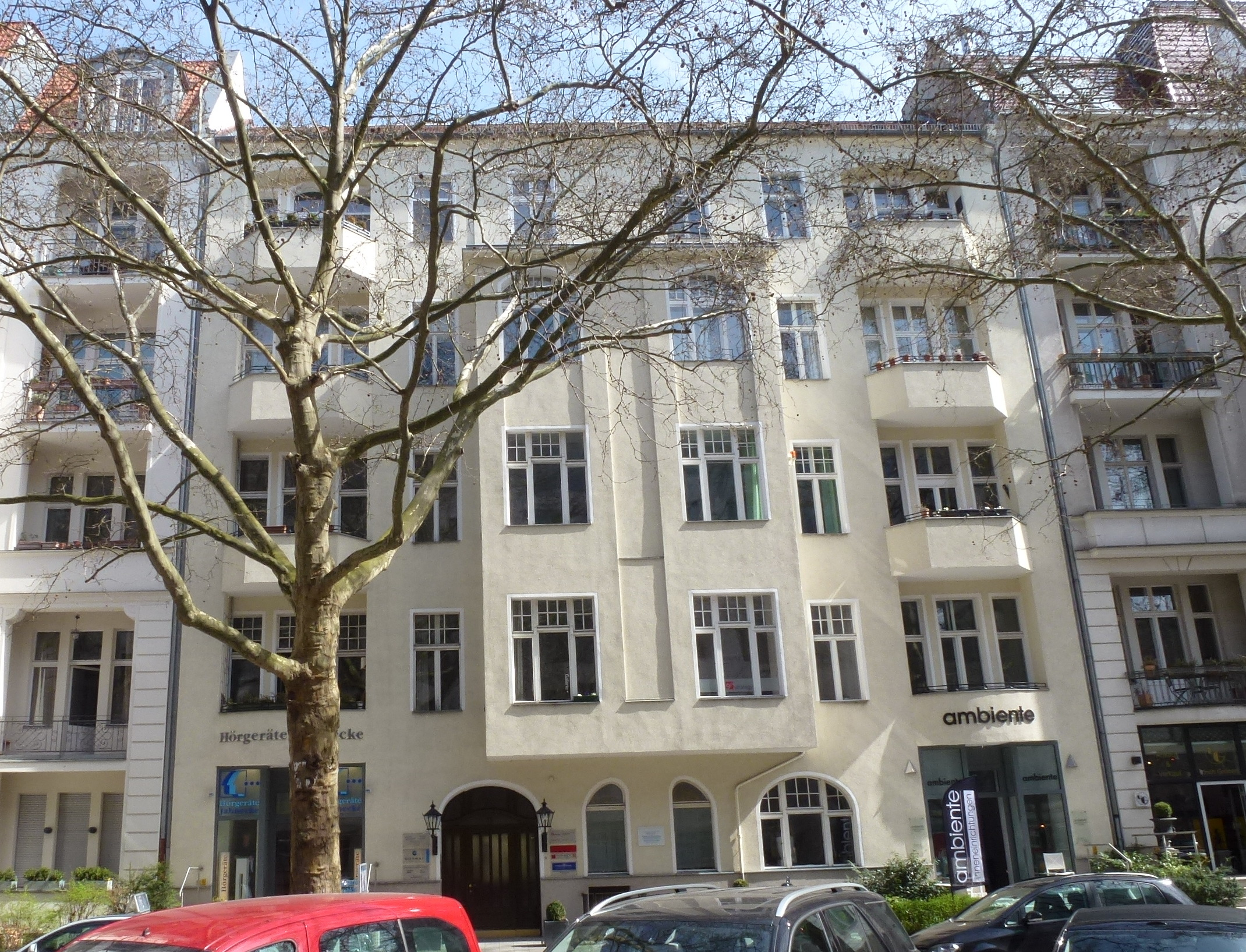
Kamienica, w której mieścił się Salon Kitty (Giesebrechtstrasse 11 w Berlinie)

„Salon Kitty” w latach 30. XX wieku był ekskluzywnym domem publicznym ulokowanym w czteropiętrowej kamienicy przy Giesebrechtstrasse 11, tuż przy Kurfürstendamm, w berlińskiej dzielnicy Charlottenburg. Klientelę salonu w większości stanowili niemieccy dygnitarze oraz zagraniczni dyplomaci, a jego właścicielką była niejaka Kitty Schmidt (Katharina Zammit 1882–1954).
Pomysł wykorzystania „Salonu Kitty” do celów szpiegowskich rzucił Reinhard Heydrich, ówczesny szef Sipo (niem. Sicherheitspolizei), dążący do objęcia dowództwa na wszystkimi organizacjami wywiadowczymi III Rzeszy. Wykonanie planu spoczęło na Walterze Schellenbergu, który zamiast infiltracji lokalu zdecydował się na jego przejęcie i wykorzystanie pod przykrywką domu publicznego dla dyskretnej inwigilacji odwiedzających. Nieskrępowana zabawa prominentnych gości z alkoholem i kobietami, sprzyjała ujawnianiu tajemnic oraz prezentacji rzeczywistych poglądów i opinii, a pozyskiwanie w ten sposób kompromitujących materiałów mogłoby być przydatne przy późniejszych próbach szantażu i werbunku tych osób.
Plan ten wdrożono po zatrzymaniu Kitty Schmidt przez SD na granicy holenderskiej 28 czerwca 1939. Powodem jej aresztowania był wywóz pieniędzy żydowskich uciekinierów do zagranicznych banków. Szantażowana przez Schellenberga uwięzieniem w obozie, wybrała współpracę z nim. SD zamknęło i wyremontowało lokal, szpikując go aparaturą podsłuchową (mikrofonami, aparatami fotograficznymi i kamerami). Schellenberg po pewnym czasie wycofał się z kierowania operacją, twierdząc, że taka praca nie uchodzi oficerowi (miał sam wybierać prostytutki oraz selekcjonować podwładne do tej „pracy”), a jego miejsce zajął Arthur Nebe, szef policji kryminalnej Kripo (niem. Kriminalpolizei).

## Działalność
Salon Kitty rozpoczął działalność w marcu 1940 roku. Wśród gości było wielu dawnych bywalców. Schmidt nakazano, by zachowywała się, jak gdyby nic się nie stało, poza tym że wyposażono ją w specjalny katalog z dwudziestoma dodatkowymi dziewczynami, który mogła pokazywać tylko szczególnym klientom i po wypowiedzeniu przez gościa hasła „Pochodzę z Rotenburga” zezwolić mu na wybór dziewczyny, która spędzi z nim całą noc. W sytuacji odwiedzin przez nazistowskich funkcjonariuszy popieranych przez Heydricha lub Heinricha Himmlera należało bezzwłocznie wyłączać mikrofony i aparaty.
W Salonie Kitty zatrudniano nie tylko prostytutki, ale również Niemki z wyższych sfer, które chciały służyć krajowi w ten sposób; „kobiety oraz dziewczęta inteligentne i wielojęzyczne, nimfomanki o poglądach nacjonalistycznych”. Policja obyczajowa (niem. Sittenpolizei) aresztowała w Berlinie dziesiątki prostytutek, wybierając spośród nich 20 do pracy w Salonie Kitty. Przeszły one siedmiotygodniowe szkolenie i indoktrynację, m.in. w zakresie rozpoznawania mundurów i szarż wojskowych, a także zbierania informacji w trakcie błahych konwersacji. Dziewcząt nie poinformowano o podsłuchu, a po każdym spotkaniu musiały składać sprawozdanie.
Salon Kitty gościł m.in.: generała Seppa Dietricha, włoskiego ministra spraw zagranicznych Galeazzo Ciano, zięcia Benito Mussoliniego, dra Wilhelma Schmidhubera funkcjonariusza Abwehry, który kierował „Operacją Siedem” (U7) ratującą Żydów. Kilka „inspekcji” przeprowadził też Heydrich, jednak wówczas podsłuch był wyłączany. W zapiskach dziewcząt kilkukrotnie znalazło się także nazwisko Josepha Goebbelsa, seksoholika i miłośnika perwersji oficjalnie zakazanych w III Rzeszy.
Pod koniec 1941 lub na początku 1942 roku wywiadowi brytyjskiemu udało się wprowadzić do Salonu Kitty agenta o pseudonimie Robert Wilson, będącego sekretarzem prasowym ambasady Rumunii o nazwisku Ljubo Kolczew. Część źródeł sugeruje, że agentem tym była sama Kitty Schmidt, pozyskana przez Brytyjczyków do pracy wywiadowczej jeszcze przed wojną.
W 1942 r., po przeniesieniu Salonu na parter w związku z uszkodzeniem kamienicy przez bombę, SD zarzuciło projekt. Na temat materiałów zebranych w Salonie Kitty nie wiadomo zbyt wiele; nawet jeśli sporządzono stenogramy z nagrań, nie trafiły one do archiwum, a same taśmy zostały zniszczone.
Po wojnie, w okresie niemieckiego boomu gospodarczego, Salon Kitty powrócił na mapę towarzyską jako popularne miejsce spotkań osób z tzw. wyższych sfer. Po śmierci Kitty Schmidt w 1954 r., lokal prowadziła jej córka Kathleen. Stopniowo Salon podupadał i na początku lat 90. wnuk Kitty Schmidt przekształcił go w schronisko dla azylantów, które wkrótce zostało zamknięte wskutek protestów mieszkańców.

## Salon Kitty w kulturze masowej
Na podstawie historii związanych z działalnością Salonu Kitty, w roku 1976 powstał kontrowersyjny film pod tym samym tytułem, w reżyserii Tinto Brassa. Wystąpili w nim m.in. Helmut Berger, grający postać Waltera Schellenberga (filmowy „Helmut Wallenberg”) i Ingrid Thulin jako Kitty Schmidt (filmowa „Kitty Kellermann”). W związku z pojawiającą się symboliką nazistowską film był wyświetlany w wielu krajach w wersji skróconej. W 1981 BBC zrealizowała telewizyjny komediodramat „Private Schulz”, w którym tytułowy bohater służy jako essesman odsłuchujący i nagrywający rozmowy prowadzone w domu publicznym.
Koncept burdelu, infiltrowanego przez Gestapo dla identyfikacji zdrajców reżimu, był wielokrotnie wykorzystywany w filmach gatunku Nazi exploitation.